# Classe Bora
Pour les articles homonymes, voir Bora (homonymie).
 (décembre 2018).
Si vous disposez d'ouvrages ou d'articles de référence ou si vous connaissez des sites web de qualité traitant du thème abordé ici, merci de compléter l'article en donnant les références utiles à sa vérifiabilité et en les liant à la section « Notes et références ».

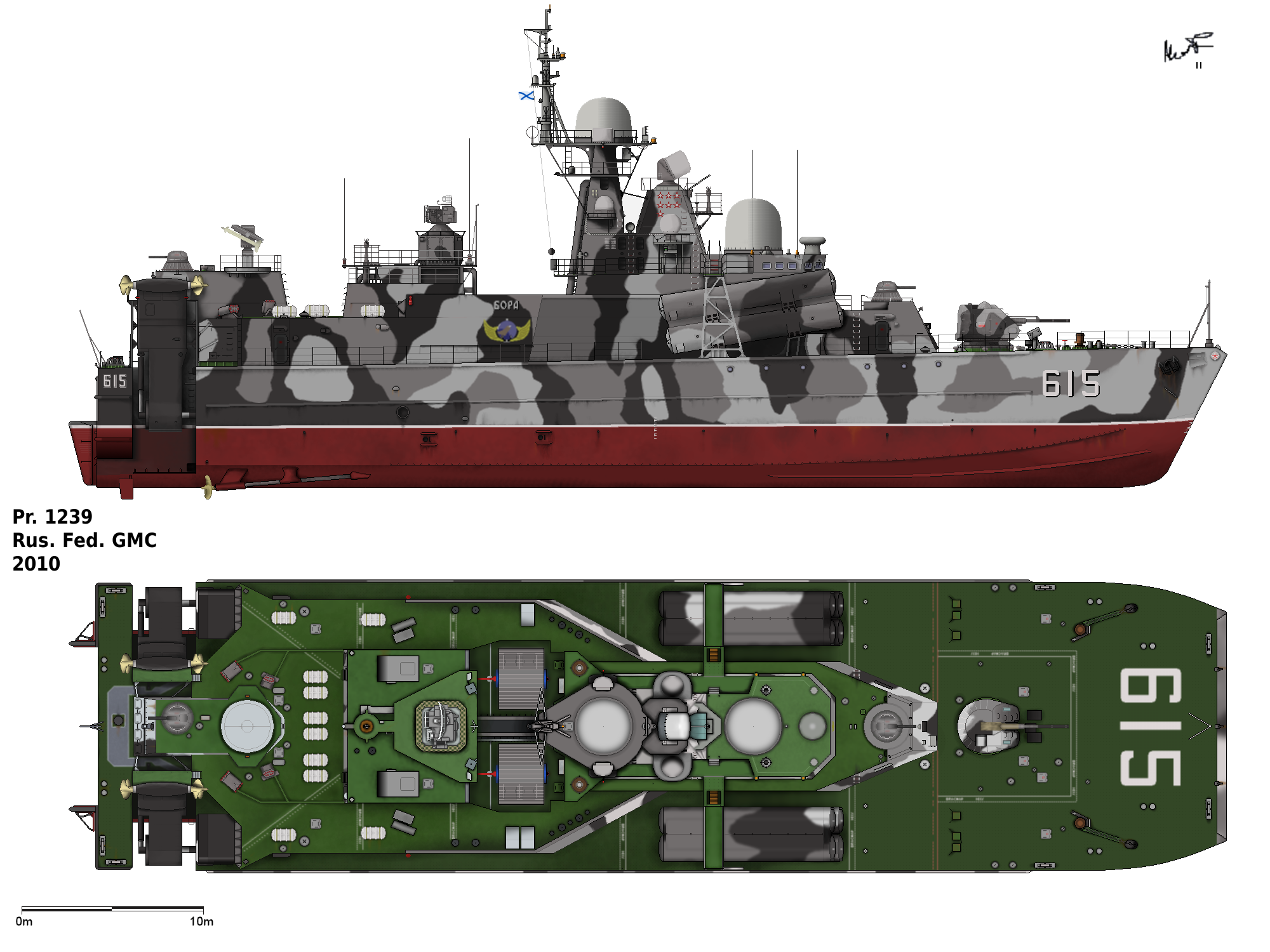

La classe Bora est une classe de corvettes et navire d'attaque rapide-navire à grande vitesse russes avec un effet de surface.

## Description
L'aéroglisseur lance-missiles est conçu par le bureau central de conception marine de l'entreprise Almaz (Saint-Pétersbourg) une filiale de l'United Shipbuilding Corporation. Deux navires ont été construits par le chantier naval de Zelenodolsk pour la marine soviétique puis russe selon ce projet 1239 : le Bora (1989) et le Samum (1999). Ce type de navire est destiné à combattre les navires de surface, les bâtiments rapides et les autres moyens de transport ennemis dans toutes les zones de combat en mer fermée et dans les régions proches des mers ouvertes. Il peut opérer indépendamment ou dans le cadre d'une force navale.
Les hautes qualités de tenue en mer de la plate-forme hydrodynamique du navire garantissent une détection plus efficace des cibles de surface et aériennes, à déjouer les contremesures radars, et de les attaquer à l'aide de missiles et de canons sans limitation de l'état de mer jusqu'à force 5 (bonne brise) incluse.
Le navire dispose de dispositifs de contremesures électroniques actifs et passifs.
La capacité de transformation de la plate-forme hydrodynamique et du système de propulsion assure une large plage de vitesses permettant d'exploiter le navire dans le cadre d'une force navale.
La coque de type catamaran en alliage aluminium-magnésium résiste à la corrosion.
L'ensemble combiné de turbines diesels-gaz, les réservoirs de carburant et de lubrifiant assurent une autonomie opérationnelle de 800 milles marins à pleine vitesse sur coussin d'air et de 2 500 milles à une vitesse de 12 nœuds lorsque le navire est sur sa coque.

## Historique
Les autorités soviétiques ont envisagé 16 bâtiments de cette classe mais la dislocation de l'URSS faillit mettre un terme à ce projet. Le premier navire, lancé en 1987, est réceptionné le 30 décembre 1989 par la marine soviétique, mais il n'entre en service actif qu'à partir de 1997 dans la flotte de la mer noire de la marine russe. Un second et dernier navire a été construit a partir de novembre 1991 et rentre en service en 2000, également dans la flotte de la mer noire.